# Kostiantynopil
Kostiantynopil (ukr. Костянтинопіль) – wieś na Ukrainie, w obwodzie donieckim, w rejonie wołnowaskim, w hromadzie Wełyka Nowosiłka. W 2001 liczyła 1076 mieszkańców, głównie rosyjskojęzycznych.